# Gotthold Ephraim Lessing
För den liberala politikern, se Gotthold Ephraim Lessing den yngre (1861–1919).

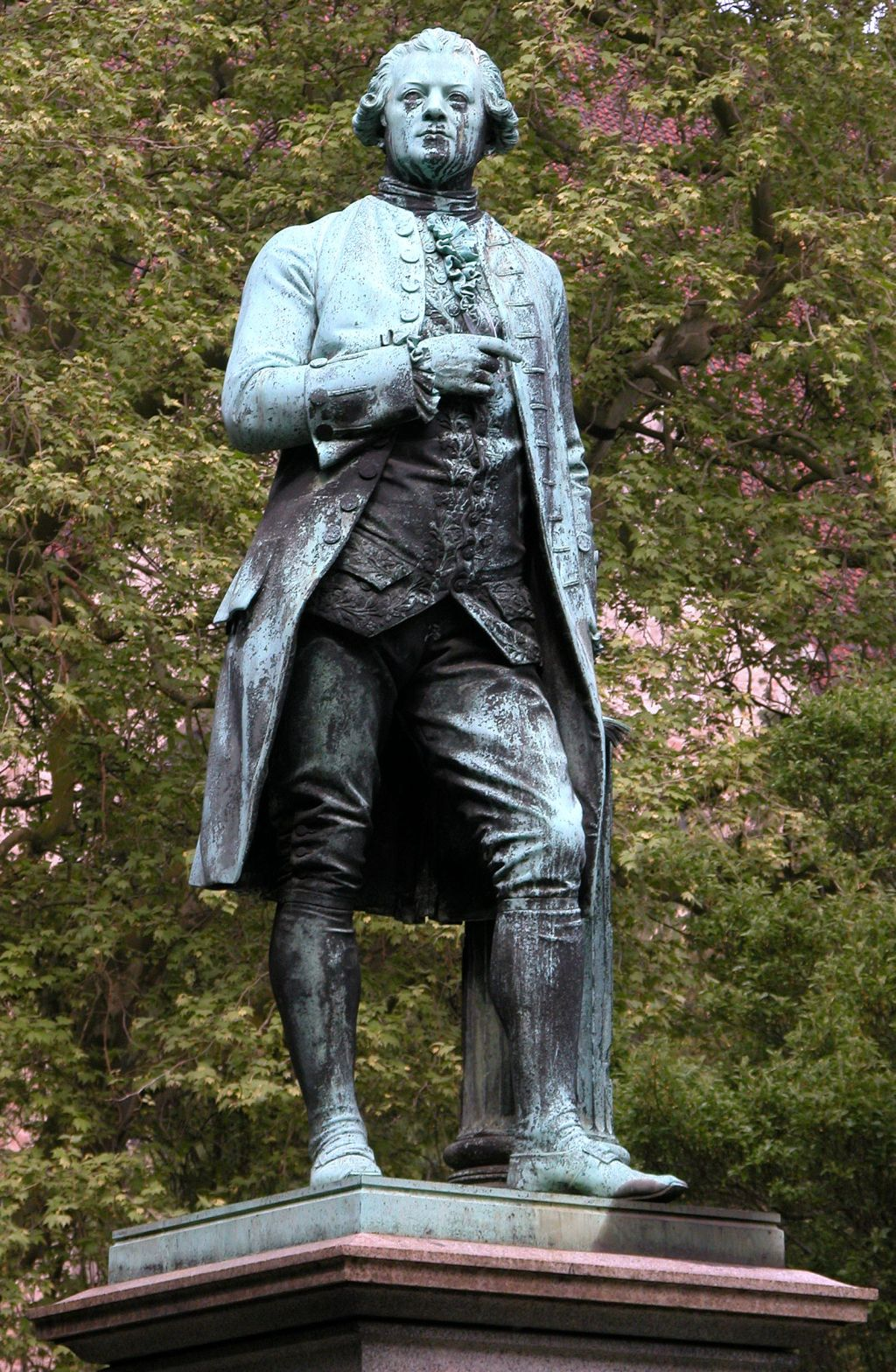
Staty av Lessing i Braunschweig utförd av Ernst Rietschel 1853.

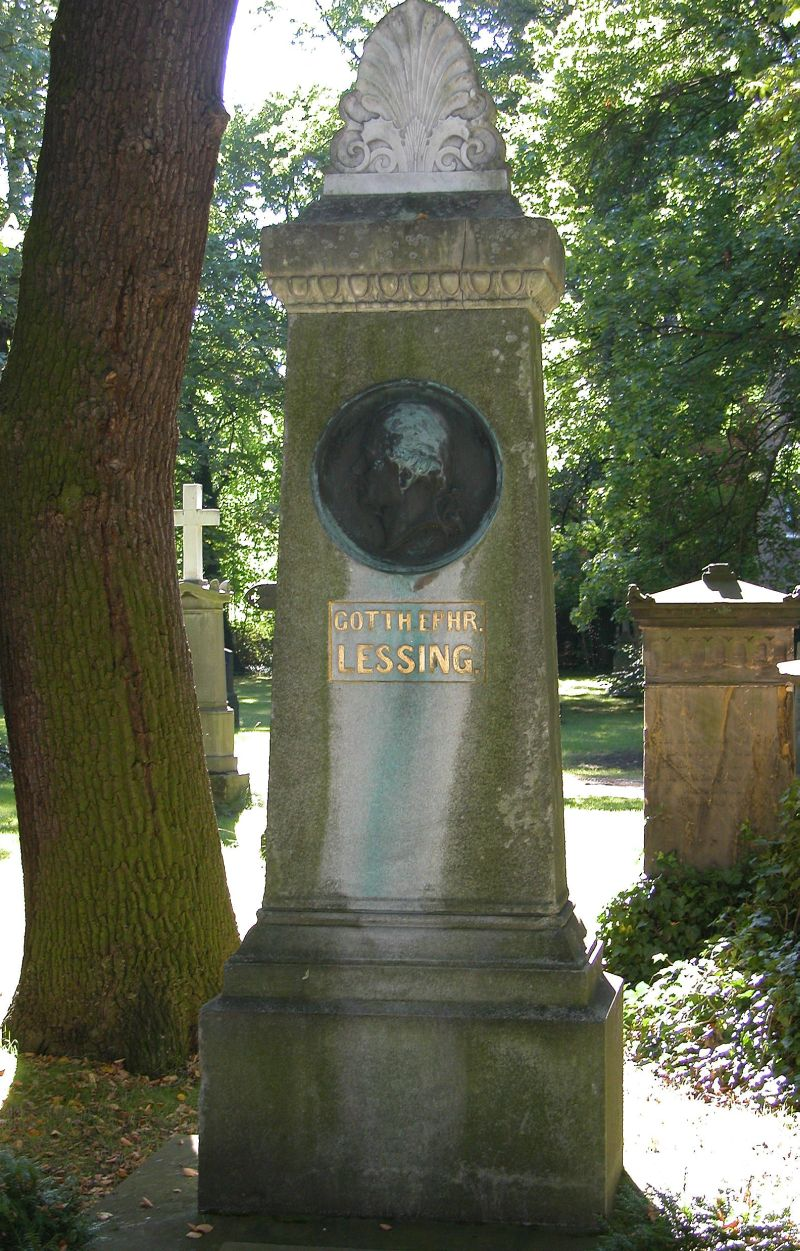
Lessings grav på Magni-Friedhof i Braunschweig.

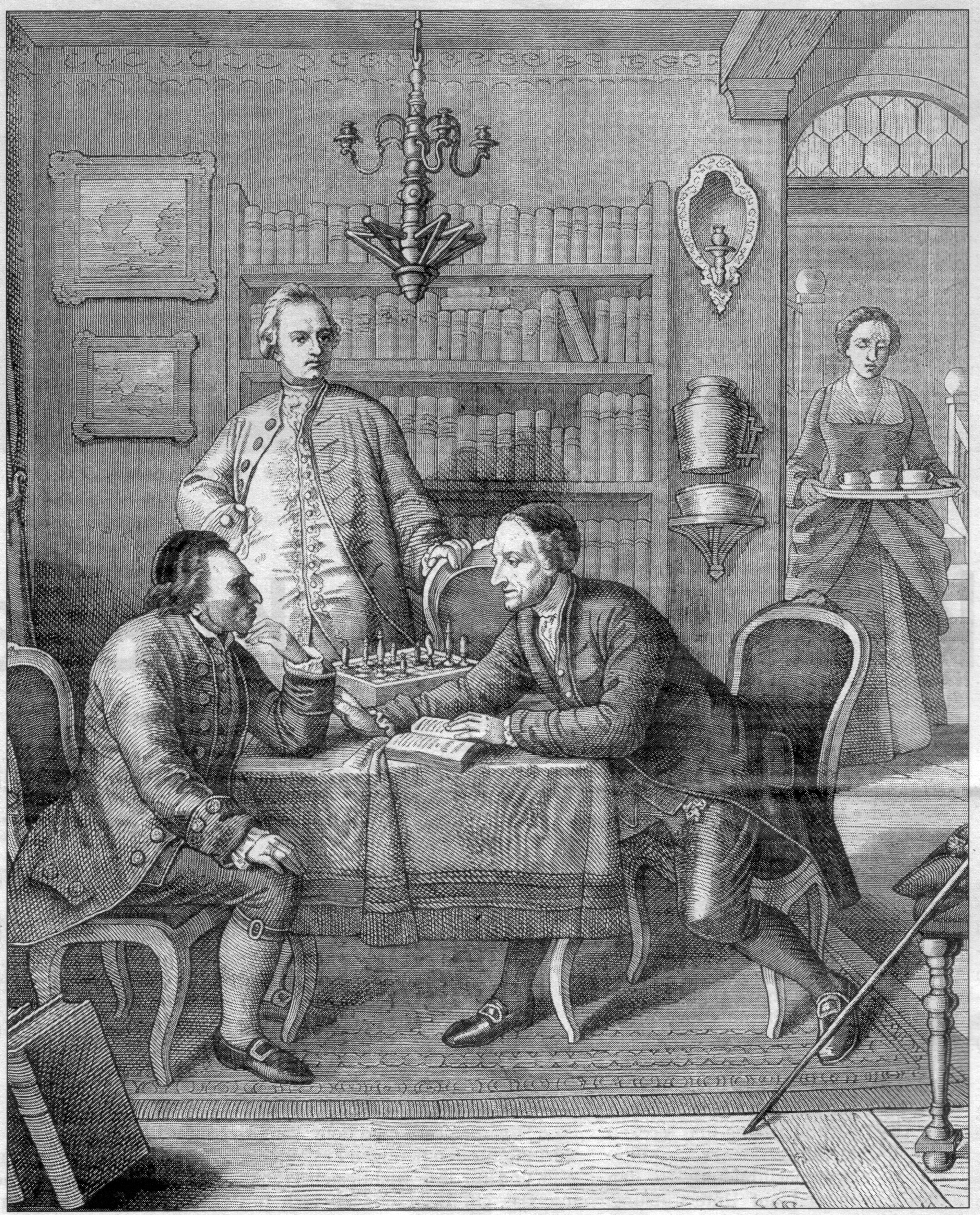
Kopparstick av Moses Mendelssohn till vänster i samtal med Lessing (stående) och Lavater.

Gotthold Ephraim Lessing, född 22 januari 1729 i Kamenz i Oberlausitz, död 15 februari 1781 i Braunschweig, var en tysk dramatiker, kritiker och författare inom filosofi och estetik. Lessing var en reformator av Tysklands litteratur och andliga liv. Han bidrog till att göra det tyska dramat självständigt från franskt inflytande. Lessing anses vara upplysningens främste representant i Tyskland.

## Biografi
Lessing fick sin första uppfostran av fadern, som var präst, samt i skolan i Meissen. År 1746 blev han student vid Leipzigs universitet. Enligt faderns önskan studerade han där först teologi och sedan medicin. Men han intresserade sig mer för den dramatiska litteraturen och utbildade sina sällskapliga talanger. Han skrev småstycken för ett teatersällskap och debuterade 1748 med den konventionella komedin Der junge Gelehrte. I juni 1748 flyttade han i hemlighet till Berlin och sysselsatte sig med diverse litterära arbeten. År 1752 blev han magister i de fria konsterna i Wittenberg. Men i november 1752 var han åter i Berlin, där han stiftade bekantskap med Christoph Friedrich Nicolai och Moses Mendelssohn, två kända äldre representanter för den tyska upplysningen.
Den upplaga av sina Schriften som han utgav i 6 band 1753–1755, innehöll en märklig nyhet, tragedin Miss Sara Sampson (svenska översättningar 1799 och 1822) som blev mönsterbildande för den borgerliga sorgespelsdiktningen i Tyskland. Ett annat dramatiskt arbete från Berlinåren är tragedin Philotas (1759).
Efter en tid vid teatern i Leipzig reste han till Amsterdam, men han återvände 1756 när det Sjuåriga kriget utbröt. År 1759–1765 utgav han i Berlin tillsammans med Nicolai den kritiska tidskriften Briefe, die neueste Literatur betreffend (Brev, angående den nyaste litteraturen).
Åren 1760–1765 vistades Lessing i Breslau som sekreterare åt guvernören Friedrich Bogislav von Tauentzien. Under denna tid av fördjupade studier mognade de tankar, som han uttryckte i sin estetiska huvudskrift Laokoon, oder über die Grenzen der Malerei und Poesie, utgiven efter återkomsten till Berlin 1766. Föranledd av samtidens överskattning av den beskrivande diktningens möjligheter, företog Lessing här en analyserande jämförelse mellan bildande konst och poesi, avgränsade den senares verkningsområde och drog riktlinjer för dess uttrycksmedels utveckling. 1767 utkom den berömda komedin Minna von Barnhelm där han inom ramen för en enkel borgerlig lustspelshandling tecknade träffsäkra bilder av samtidens Tyskland.
År 1767 begav sig Lessing till Hamburg för att medverka vid grundläggandet av en nationalteater och som dramaturg leda teaterarbetet. Som sådan var han även 1767–1769 rådgivare och författare för den teatertidskrift, Hamburgische Dramaturgie som med orienterande artiklar följde teaterns repertoar Planen misslyckades, liksom även ett försök med ett större bokhandelsföretag. År 1770 kallades han till bibliotekarie vid det hertigliga biblioteket i Wolfenbüttel, en plats, som han mottog med glädje. Där färdigställde han den stora tragedin Emilia Galotti (1772, svensk översättning 1821 och 1825), i vars titelgestalt han tecknade en modern Virginiatyp.
År 1775–1776 reste han till Italien, inbjuden som ressällskap åt prins Leopold av Braunschweig-Wolfenbüttel. När han återkom till Tyskland, gifte han sig efter lång förlovning 1776 med Eva König. Hon avled redan 1778 i barnsäng, kort efter den nyfödde sonen. Tre år senare dog även Lessing, och begravdes på Magni-Friedhof i Braunschweig.
I Wolfenbüttel avtäcktes 1796 en enkel minnesvård över honom. Lessingstatyer är resta i Braunschweig (1853; av Ernst Rietschel), i Hamburg (1881; av Fritz Schaper) och i Berlin (1890; av Otto Lessing).

## Hans gärning
Lessing kan sägas ha använt sin stora lärdom, sitt skarpa snille och sitt klassiska språk för ett enda syfte under sitt oroliga liv, nämligen i sanningens tjänst, eller rättare sagt för sanningens utforskande och lögnens bekämpande, i vad form den månde framträda. Av naturen var han kritiker och forskare, men genom omständigheternas tvång bragtes han in på skaldebanan och visade där, vad man med en klar insikt och en orubblig karaktär kan uträtta. Därtill kännetecknades hans språk av sin klarhet, sin enkla satsbildning och sitt åskådliga ordval.
| ”                 | Om Gud höll i sin högra hand all sanning och i sin vänstra endast den aldrig slumrande driften att söka sanningen, om också med tillägg att alltid och evigt ta miste, och sa till mig: välj! så grep jag med ödmjukhet hans vänstra hand och sa: Fader, giv! Den rena sanningen är ju dock för dig allena. | „ |
| – Lessings utsago | |   |

### Prosaverk
Av hans kritiska, på prosa skrivna arbeten bör här nämnas hans avhandling om fabeln (1759), där han bevisar, att moralisk tendens är främmande för all sann poesi och har sitt berättigande endast i fabeln (hans egna fabler tolkades på svenska 1813); hans anmärkningar om epigrammet (1771), vars väsen han bestämmer efter Martialis och hans efterföljare, Laokoon, oder über die Grenzen der Malerei und Poesie (1766), av vilket endast första delen blev färdig varmed den moderna konstläran är grundlagd och konsternas stillagar uppställda genom den uppdragna skillnaden emellan rummets och tidens konster, representerade av måleri och poesi; Lessings originalitet är likväl mindre i detta arbete än i de följande; hans bidrag till Briefe, die neueste Literatur betreffend (1759), i vilka han framhöll Shakespeare och nödvändigheten av att ställa dramat på nationell grundval; Hamburgische Dramaturgie (1767-69), hans huvudarbete beträffande dramat, egentligen endast en teatertidning, som dock genom sitt innehåll lyft sig till allmännelig betydelse, ty genom denna skrift blev Aristoteles lära förklarad samt ett nytt dramatiskt skede påbörjat medelst hänvisning till Sofokles, Shakespeare och Diderot; slutligen hans ypperliga lilla avhandling Wie die alten den Tod gebildet (1769), vari hans väsen klart framträder; Beiträgen zur Geschichte und Literatur aus der herzoglichen Bibliothek Wolfenbüttel (6 band, 1773-81) innehåller viktiga handskrifter ur Wolfenbüttels bibliotek. Även de polemiska skrifterna Briefe antiqvarischen inhalts (1768-69), med anledning av professor Klotz i Halles anmärkningar mot Laokoon, och Anti-Goeze, mot prästen Johann Melchior Goeze i Hamburg, som angripit Lessing på grund av hans rationalistiskt humana och toleranta åsikter i religiösa frågor, förtjänar att ihågkommas.
Lessing skrev enligt eget erkännande med möda och besvär sin klara prosa. Hans prosa kostade honom mera arbete än hans vers. Slutligen bör här nämnas hans filosofiska skrifter, Ernst und Falk (1778-80), fem samtal för frimurare, samt Erziehung des Menschengeschlechts (1780), i vilka han för sista gången utvecklade sina humana idéer.

### Poesi och dramatiska verk
I sin ungdom skrev Lessing anakreontiska dikter (Kleinigkeiten, 1751), fabler och epigram; men hans dramatiska arbeten har den största betydelsen, eftersom de går hand i hand med utvecklingen av hans åsikter. Hans ungdomsdramer är komedier i fransk stil, utmärkta för livlig dialog, till exempel Damon (1740), Der junge Gelehrte (1747), Der Misogyn (1748; svenska Fruntimmershataren, 1801), Die Juden (1749), som försökte bekämpa tidens fördom mot judarna, och Der Freygeist (1749, riktad mot ateismen). Sedermera gick han genom studier av Diderot och engelsmännen över till den borgerliga tragedin, som han införde i Tyskland och vars förnämsta exempel är Miss Sarah Sampson (1755; svensk översättning 1799), vartill han tagit ämnet ur den engelske romanförfattaren Samuel Richardsons Clarissa.
En uttalat nationell ståndpunkt framkommer i Minna von Barnheim (1763; svensk översättning 1793, efter fransk bearbetning), skrivet under Sjuåriga krigets senaste år, det första verkligt tyska lustspelet. Lessing hade här till syfte att visa det onaturliga däri, att preussare och sachsare hatade varandra, då de tillhörde samma folk. Även Emilia Galotti (1772; översatt till svenska 1821) har, fastän det utspelar sig i Italien, nationell betydelse som en skildring av de tyska småhovens moraliska uselhet. Handlingen, som ursprungligen är tagen från Titus Livius skildring av Appius och Virginia, har av politiska skäl blivit förlagd till ett främmande land. Slutligen skrev han 1779 den dramatiska dikten Nathan der weise (Nathan den vise, 1841), med vilken han avslutade den polemik, vari han råkat genom sina teologiska strider, och lägger i dagen sin åsikt om den verkliga humanitetens plikt att vara fördragsam mot oliktänkande. Den är skriven på blankvers, de föregående på prosa.

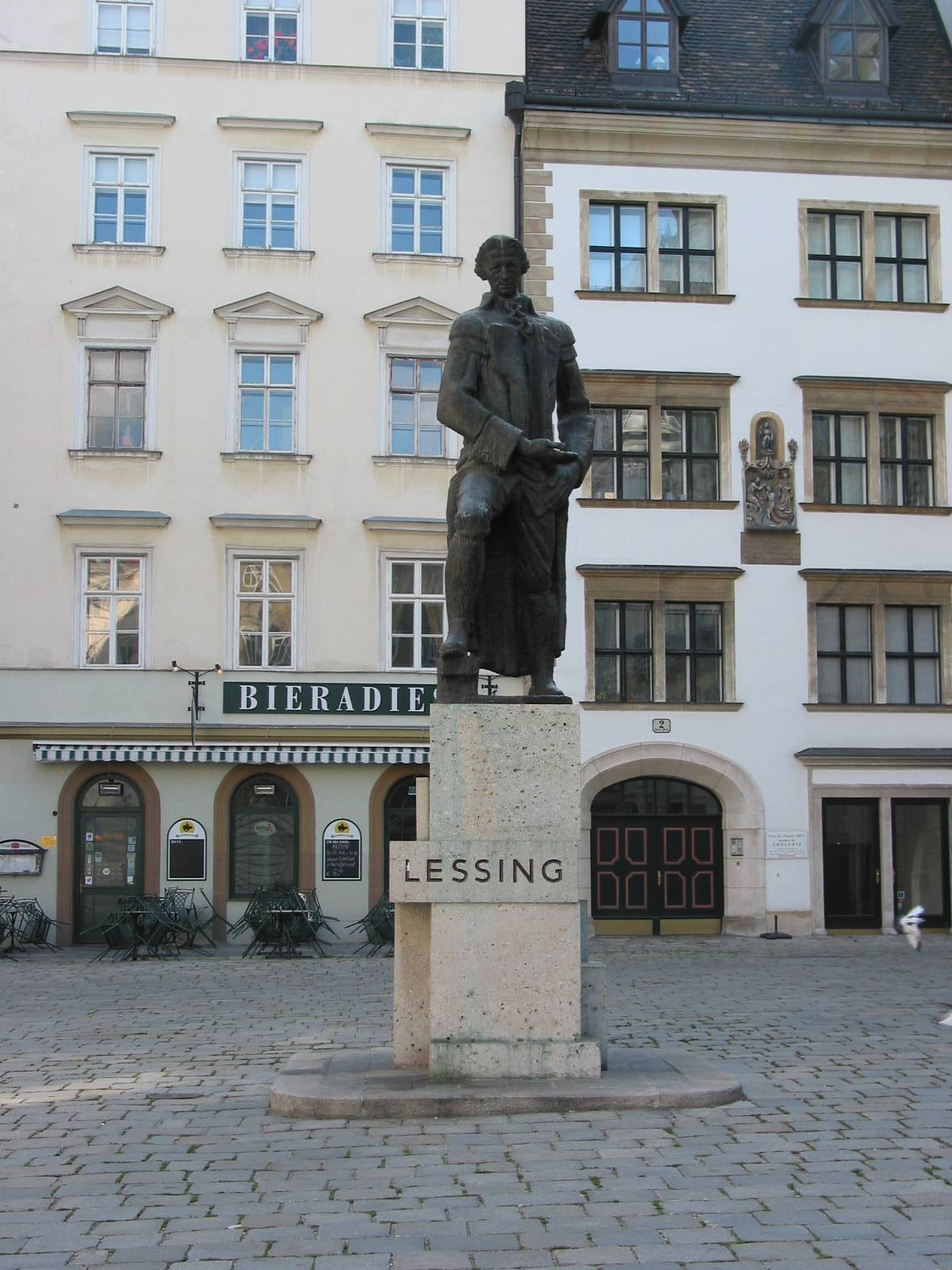
Staty av Lessing på Judenplatz i Wien.
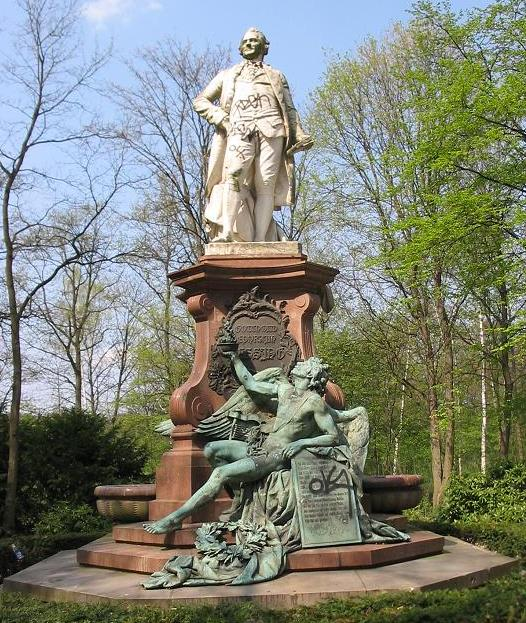
Staty av Gotthold Ephraim Lessing i Berlins park Großer Tiergarten, utförd av Otto Lessing.
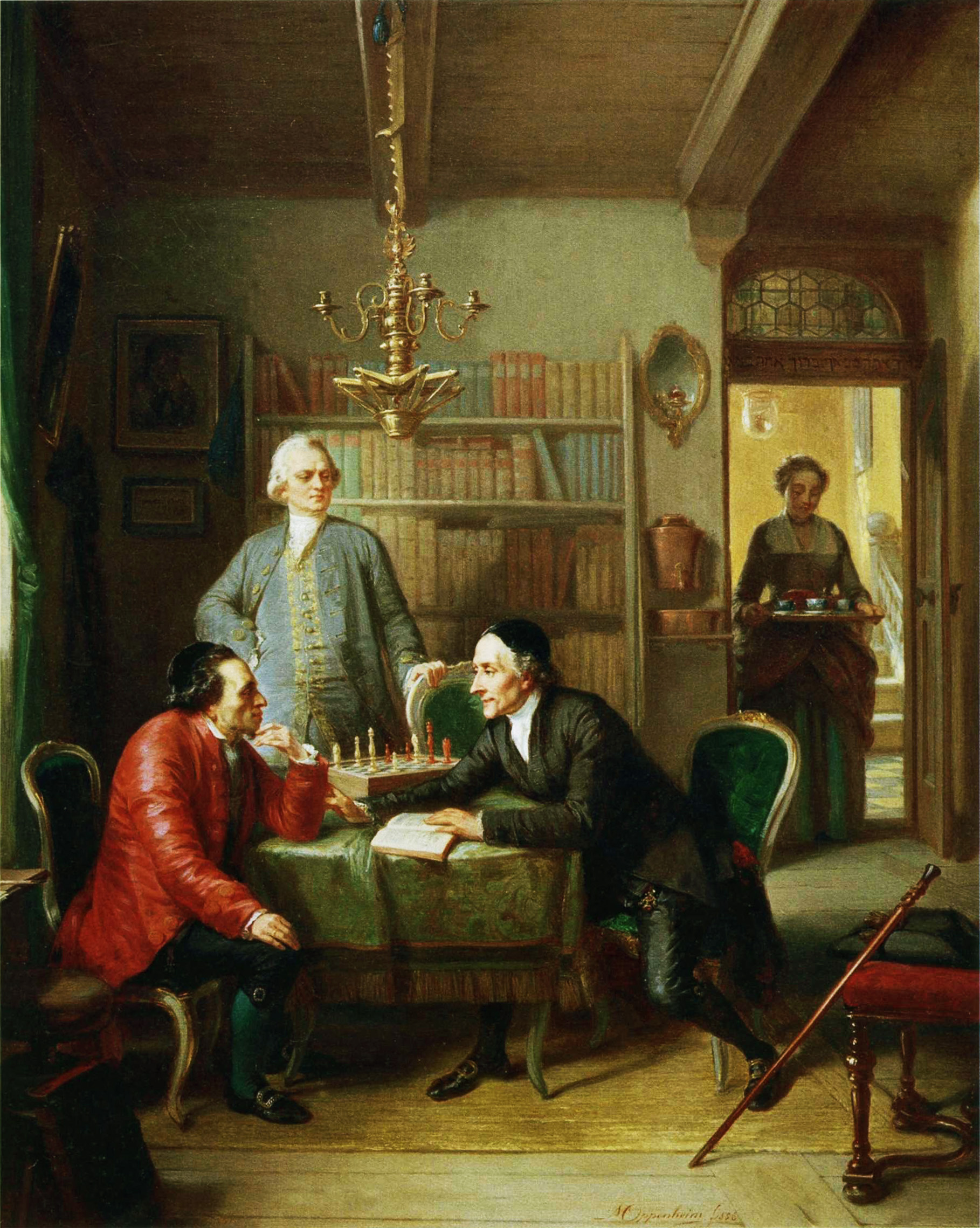
Lessing und Johann Caspar Lavater zu Gast bei Moses Mendelssohn (Lessing och Johann Caspar Lavater som gäster hos Moses Mendelssohn), målad av Moritz Daniel Oppenheim (1856).
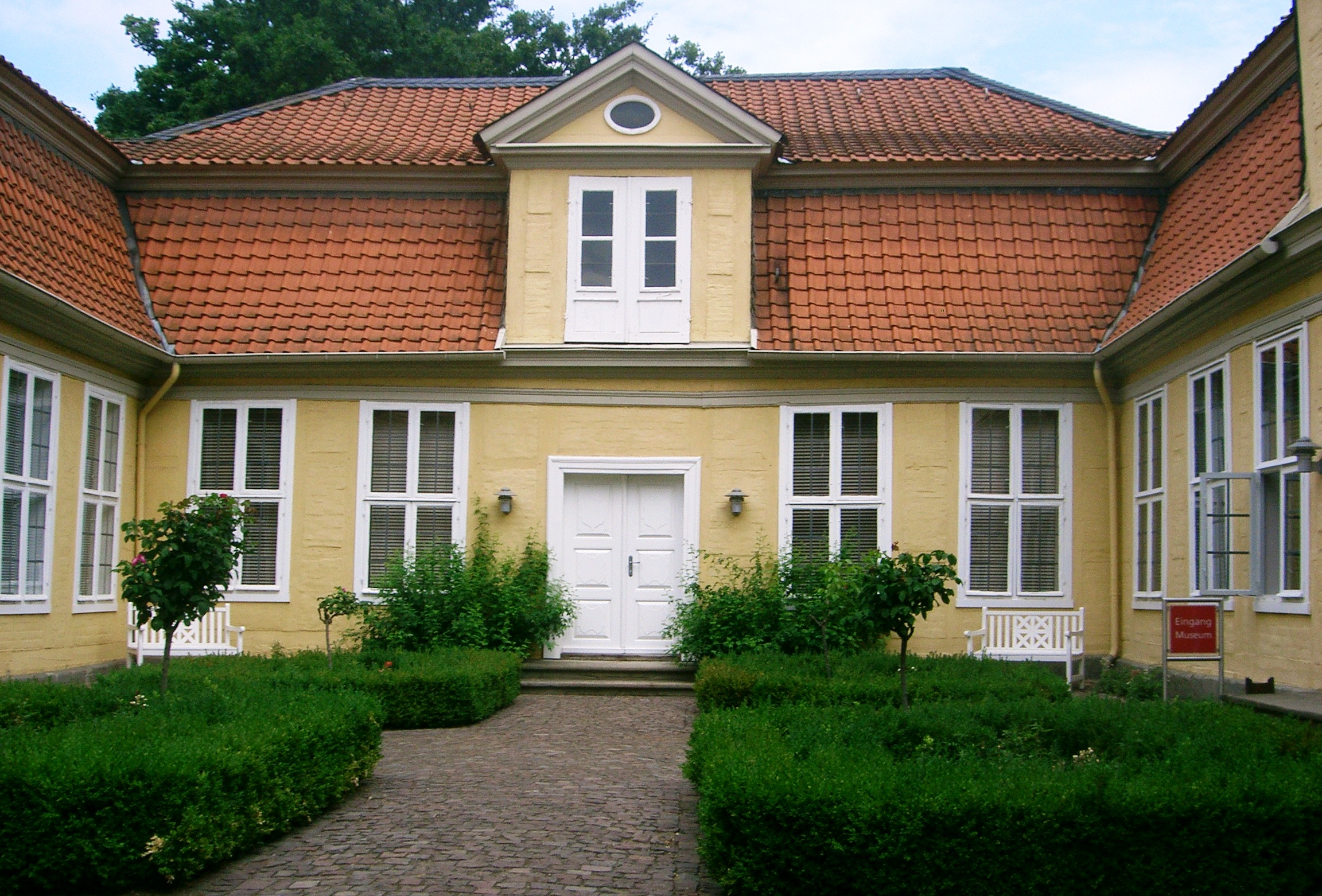
Lessinghaus i Wolfenbüttel.
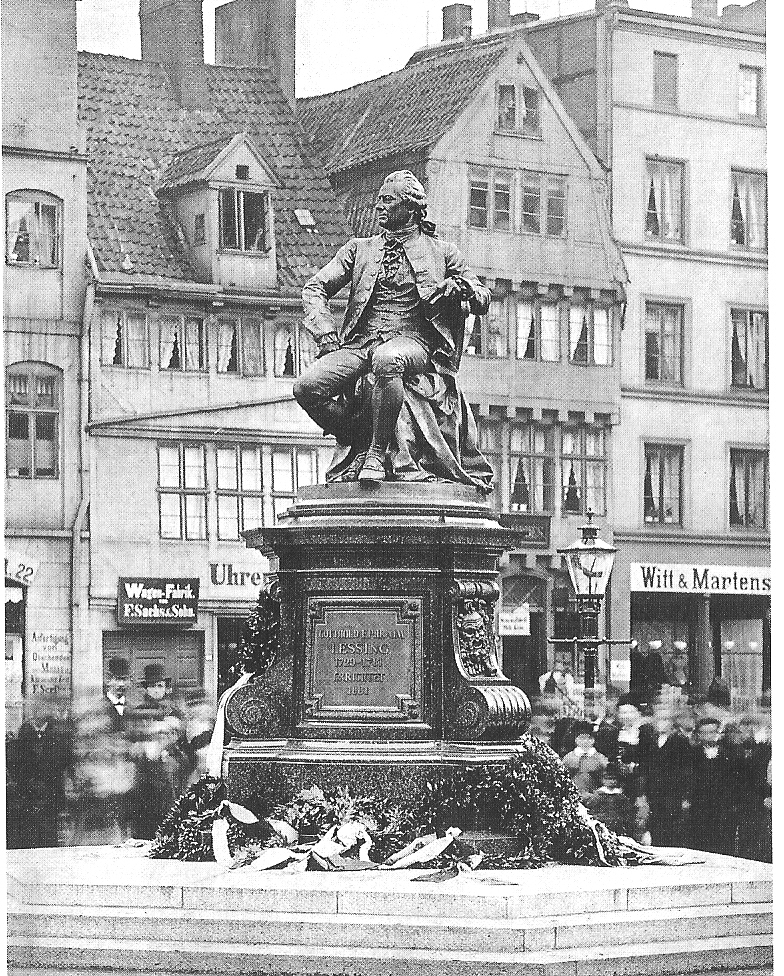
Staty av Lessing på Hamburger Gänsemarkt av Fritz Schaper 1881.
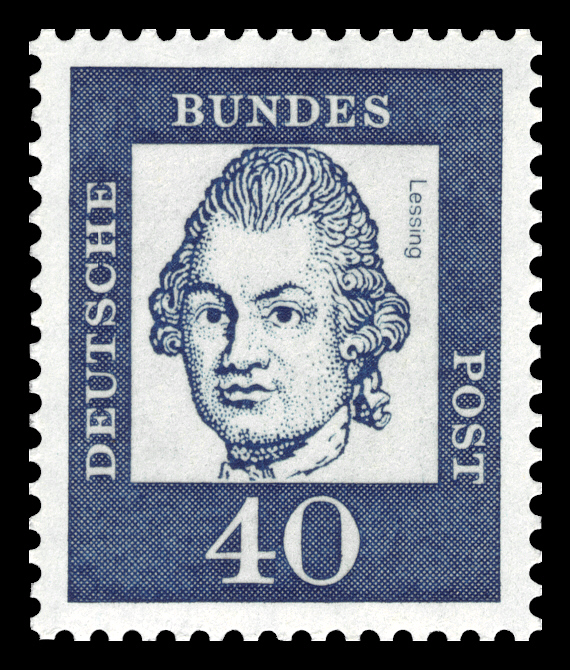
Lessing på frimärke från 1961.

## Utmärkelser
Asteroiden 7425 Lessing är uppkallad efter honom.

## Svenska översättningar
- Minna von Barnhelm, eller Soldatlyckan: drame uti fem akter (Minna von Barnhelm, oder das Soldaten-Glück) (översättning Didric Gabriel Björn, Stockholm, 1793)
- Miss Sara Sampson: sorgespel i fem acter (översättning Justus Christopher von Bildstein, Lund, 1799)
- Fruntimmershataren: comedi i tre akter (anonym översättning, Stockholm, 1801)
- Fabler: tre böcker, jemte afhandlingar rörande detta diktningssätt (anonym översättning, Nyköping, 1813)
- Emilia Galotti: ett sorgespel i fem akter (översättning Christian Eric Fahlcrantz, Falun, 1821)
- Miss Sara Sampson: sorgespel i fem acter översättning Christian Eric Fahlcrantz, Falun, 1822)
- Emilia Galotti: skådespel (översättning Gustaf Eriksson, Mariefred, 1825)
- Nathan den vise: dramatisk dikt i fem akter (anonym översättning, Stockholm, 1841)
- Minna von Barnhelm: lustspel i fem akter (översättning och radiobearbetning Gunnar Klintberg, Radiotjänst, 1936)
- Nathan den vise (översättning Esaias Tegnér, Gleerup, 1946)
- Nathan den vise: dramatisk dikt (otryckt översättning av Fredrik Sjögren, bearbetning Eva Bergman för Stockholms stadsteater 2008)
- Emilia Galotti: sorgespel i fem akter (otryckt översättning av Horace Engdahl för Stockholms stadsteater 2010)
- Laokoon eller om gränserna mellan måleri och poesi (Laokoon oder Über die Grenzen der Malerei und Poesie) (översättning Sven-Olov Wallenstein, Daidalos, 2011)